# جائزة بريطانيا الكبرى للدراجات النارية 2012
جائزة بريطانيا الكبرى للدراجات النارية 2012 هو سباق دراجات نارية أقيم بتاريخ 17 يونيو 2012 في حلبة سلفرستون. كان الجولة السادسة من أصل 18 في سباق الجائزة الكبرى للدراجات النارية موسم 2012. فاز الإسباني خورخي لورنزو بفئة الموتو جي بي بينما جاء الأسترالي كيسي ستونر في المركز الثاني وحصل على المركز الثالث الإسباني داني بيدروسا.

## وصلات خارجية
- الموقع الرسمي